# Dzbenin (Rzekuń)
Pour les articles homonymes, voir Dzbenin.
Dzbenin (prononciation : [ˈd͡zbɛnin]) est un village polonais de la gmina de Rzekuń dans le powiat d'Ostrołęka de la voïvodie de Mazovie dans le centre-est de la Pologne.

## Histoire
De 1975 à 1998, le village appartenait administrativement à la voïvodie d'Ostrołęka.